# 东湖路 (上海)
东湖路是中國上海市徐汇区的一条街道，东南-西北走向，西北起长乐路，东南至淮海中路。长474米，宽15米到20米。
东湖路原名杜美路（Route Doumer），由上海法租界修筑于1902年，得名于法国驻越南总督。
东湖路传统上是上海的住宅区，17号曾是比利时领馆，而70号曾是杜月笙公馆（今东湖宾馆）。现在东湖路以及周边的数条马路（长乐路、襄阳路）是上海时尚人士以及游客光顾的区域之一，有着众多餐厅、咖啡厅和酒吧。